# Iranobrium buettikeri
Iranobrium buettikeri är en skalbaggsart som beskrevs av Holzschuh 1993. Iranobrium buettikeri ingår i släktet Iranobrium och familjen långhorningar. Inga underarter finns listade i Catalogue of Life.